# 程良骏
程良骏（1921年4月—2015年6月24日），曾用名程驰伟，男，安徽绩溪人，中国水力发电工程专家，曾任华中工学院教授、博士生导师